# Laura Blanchard
Laura Blanchard est une footballeuse française, née le 3 août 1995 à Langres dans la Haute-Marne. Elle évolue au poste de Milieu de terrain à l'Espérance Sportive Troyes Aube Champagne en Division d'Honneur de Champagne-Ardenne.

## Statistiques et palmarès

### Statistiques
Le tableau suivant présente, pour chaque saison, le nombre de matchs joués et de buts marqués dans le championnat national, en Coupe de France (Challenge de France) et éventuellement en compétitions internationales. Le cas échéant, les sélections nationales sont indiquées dans la dernière colonne.
| Saison    | Club         | Championnat | Championnat | Championnat | Coupe nationale | Coupe nationale | Coupe nationale | Sélections nationales | Sélections nationales | Sélections nationales |
| Saison    | Club         | Type        | Matchs      | Buts        | Type            | Matchs          | Buts            | Type                  | Matchs                | Buts                  |
| 2011-2012 | Dijon FCO    | D2          | 16          | 10          | CdF             | 1               | 0               | U16 + U17             | 4 + 11                | 1 + 7                 |
| 2012-2013 | Dijon FCO    | D2          | 4           | 3           | CdF             | -               | -               | U17                   | 4                     | 0                     |
| 2013-2014 | ESTAC Troyes | DH + CIR    | _ + 6       | _ + 5       | CdF             |                 |                 | -                     | -                     | -                     |
| 2014-2015 | ESTAC Troyes | DH          |             |             | CdF             |                 |                 |                       |                       |                       |

### Palmarès

#### En club
- Vice-championne de DH Champagne-Ardenne : 2014 (ESTAC Troyes)

#### En sélection
- France U17
  - Championne du Monde des moins de 17 ans : 2012 en Azerbaïdjan
  - Vice-championne d'Europe des moins de 17 ans : 2012 en Suisse
- France U16
  - Vainqueur de la Nordic Cup : 2011 en Finlande